# Golog (ethnie)
Pour les articles homonymes, voir Golog.

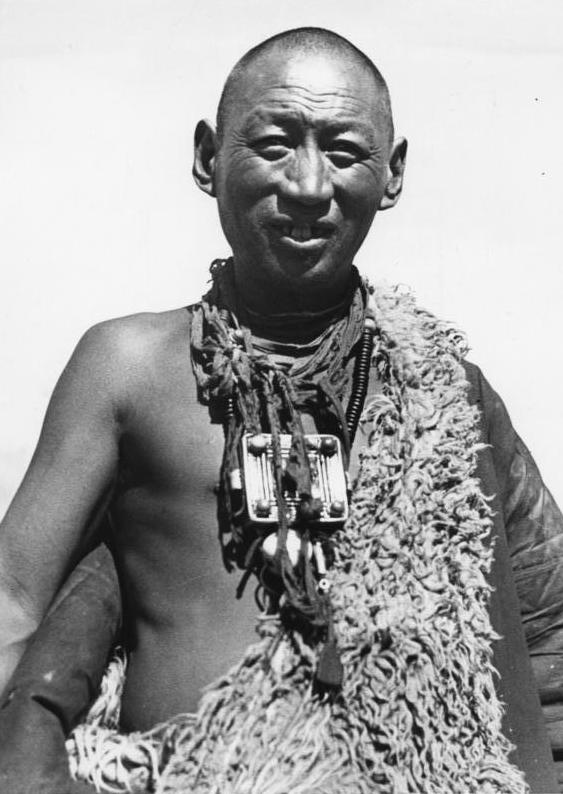
Homme golog (1938).

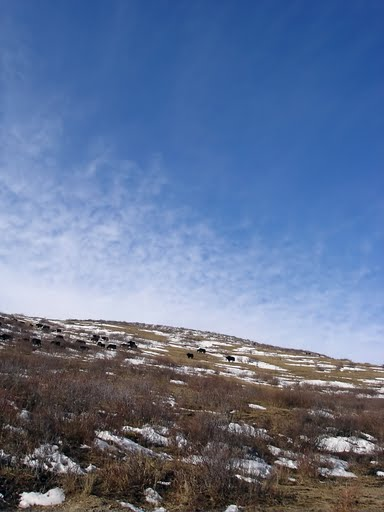
Paysage de la préfecture de Golog (2005).

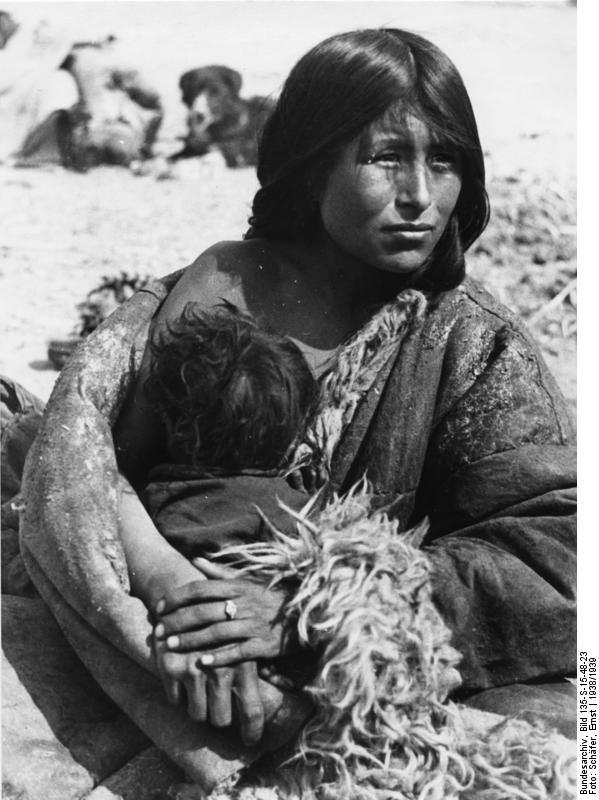
Jeune femme golog et son enfant (1938).

Les Gologs ou  Ngologs (tibétain : མགོ་ལོག, Wylie : Mgo-log, chinois : 果洛 ; pinyin : guǒluò), parfois orthographiés golok ou ngolok, sont une population nomade qui vit dans la préfecture autonome tibétaine de Golog de la province du Qinghai en République populaire de Chine, à proximité de l'Amnye Machen, montagne sacrée du Tibet. Les Gologs avaient la réputation - souvent méritée - de bandits de grands chemins qui les faisait redouter des caravaniers et des voyageurs,.

## Historique
Les ancêtres des Gologs, originaires de différentes régions du Tibet, auraient été exilés au cours des siècles dans les régions marécageuses où ils habitent aujourd'hui.
Jules-Léon Dutreuil de Rhins est tué lors d'un accrochage avec des Gologs près de la localité de Tom-Boumdo le 5 juin 1894. Les résultats de cette expédition seront publiés en 1897-1898 par son jeune associé, Fernand Grenard, sous le titre Mission scientifique dans la Haute-Asie.
De 1917 à 1949, ils luttèrent farouchement pour leur indépendance au cours des rébellions goloks. Mais ils furent particulièrement massacrés notamment par la Clique des Ma.
En 1940, Louis Liotard est tué au Sichuan par une bande de Gologs en tentant d'atteindre le pays golog par le sud lors de la deuxième expédition Guibaut-Liotard,, une mission secrète lors de la Seconde Guerre mondiale. Selon Thoupten Phuntshog, l'identité des bandits, chinois ou tibétains, ne fut jamais élucidée. André Guibaut eu la vie sauve grâce à l'abbé d'un monastère de l'est du Tibet.
En 1949, les Gologs attaquent et massacrent un détachement de l'armée nationaliste chinoise qui s'y était réfugié pour échapper aux troupes communistes lors de la guerre civile chinoise.
La tibétologue Katia Buffetrille indique, lors de son voyage en octobre 1990 autour de l'Amnye Machen, que les explorateurs occidentaux connaissaient de telles difficultés à cause de leur méconnaissance et parfois aussi à cause du manque de respect des coutumes locales. Elle précise que si les Goloks présentent toujours un aspect inquiétant avec leurs longues nattes et leurs armes, elle a rencontré auprès d'eux de la sympathie et de l'aide.

## Le massif de l'Amnye Machen
Le massif de l'Amnye Machen est depuis des temps immémoriaux une montagne sacrée et un lieu de pèlerinage pour les populations gologs. Fernand Grenard, lors de l'expédition organisée par Jules-Léon Dutreuil de Rhins en Haute-Asie, aperçoit la montagne au loin en juillet 1894 ; il en donne cette description :
« C'est l'Amni Ma-tchen, le mont sacré des Ngo-log, devant lequel ils prient et battent la terre du front, dont la divinité redoutable, mal assimilée par le bouddhisme, protège leur indépendance, fait croître et prospérer leurs troupeaux, rend profitables leurs pirateries. ».
L'Amnye Machen est considéré comme la résidence de Machen Pomra, la divinité tutélaire des Gologs. Elle est représentée chevauchant un cheval blanc et brandissant un étendard. Il lui est rendu hommage, ainsi qu'aux trois cent soixante dieux secondaires dont elle est le chef, par de nombreux pèlerins qui parcourent à pied les quelque 200 km du circuit de circumambulation du mont. Avant l'administration chinoise de la région, ils étaient chaque année près de 10 000 à effectuer ce pèlerinage, qui dure normalement sept jours.
Selon les légendes gologs, l'épée magique du héros tibétain Gesar de Ling serait cachée dans la montagne de l'Amnye Machen.

## Démographie
Reprenant des chiffres fournis par le gouvernement tibétain en exil du dalaï-lama et publiés par le Times of India en 1984, Laurent Deshayes, docteur en histoire et spécialiste du Tibet, avance que les Ngologs, qui étaient 120 000 en 1957 et vivaient entre Kham oriental et Amdo,  n'étaient plus que 4 200 au milieu des années 1970.
Du 2e recensement national (1964) au 5e (2000), le chiffre de la population dans la région Mgo Log (Ngolog) est passé de 56 936 à 130 000 habitants, toutes ethnies confondues (Tibétains, Han, Hui et autres « nationalités »). En 1982 (3e recensement), il était de 105 152, en 1990 (4e recensement) de 116 565.
En 1982, dans la seule préfecture autonome tibétaine Mgo Log (Ngolog), le nombre moyen d'enfants par famille s'établissait à 4,5. En 1990, il était de 4,4 ou 4,7 selon les sources. Les pasteurs ne déclareraient pas certains enfants pour pouvoir payer moins d'impôts (ceux-ci étant calculés au pro rata du nombre de têtes) ou pour contourner l'obligation légale de 9 années de scolarité.

## Mode de vie

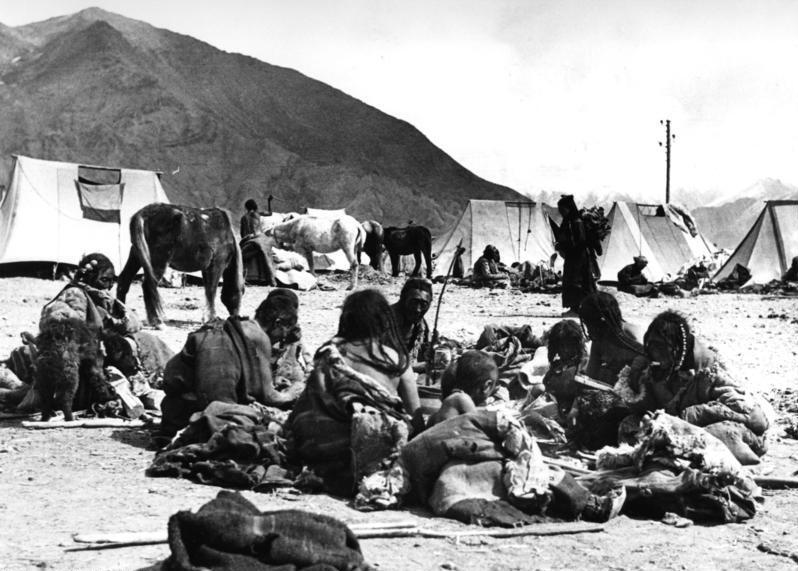
Campement golog à la fin des années 1930.

Les Gologs restent aujourd'hui les seuls représentants d'une ethnie tibétaine à pouvoir porter des armes. Regroupés par famille, ils vivent principalement de l'élevage du yak et du mouton et se déplacent avec leurs vastes troupeaux en fonction des pâturages.
Le petit déjeuner traditionnel de bergers Golog est constitué d’un peu de tsampa, de thé au lait et de chura, réchauffés ensemble pour former une sorte de gruau ou de porridge.
Les guerriers gologs attaquaient les caravaniers, lesquels devaient éviter la région.
L'écrivain britannique Christopher Hale fait état de l'habitude qu'avaient les Gologs de coudre leurs victimes dans un manteau en peau de yak et de les laisser rôtir au soleil.

## À voir